# Marco Antonio Calzada Arroyo
Marco Antonio Calzada Arroyo (Tultitlán, Estado de México, 17 de enero de 1964) es un político mexicano. Fue miembro del Partido Revolucionario Institucional. Ha sido diputado federal en la LXII Legislatura de la Unión de México. También ha sido presidente municipal de Tultitlán, Estado de México (2009-2012). En 2018 compitió para la presidencia municipal de Tultitlán por el Partido Nueva Alianza siendo derrotado Por La Candidata de MORENA Elena García Martínez y quedando en cuarto lugar .